# Ukraïns'ka Nacional'na Armija
L'Esercito nazionale ucraino (in ucraino Українська Національна Армія, Ukraïns'ka Nacional'na Armija o UNA) è stata la forza armata del Comitato nazionale ucraino, il governo provvisorio dell'Ucraina indipendente, costituita nel 1945 in Germania durante le fasi finali della seconda guerra mondiale.
L'esercito, comandato da Pavlo Shandruk consisteva di due divisioni e di un "gruppo speciale":
- 1. Division UNA formata a partire dai resti della 14. Waffen-Grenadier-Division der SS (ukrainische Nr. 1);
- 2. Division UNA costituita dalla brigata anticarro Вільна Україна ("Ucraina Libera") e da una brigata di fanteria composta dai superstiti dell'Esercito di liberazione ucraino (UVV);
- Gruppo speciale B dell'Otaman Taras Bulba-Borovets[1].

Inoltre i "liberi cosacchi ucraini" del colonnello Tereshchenko, la 1. Brigata di riserva del colonnello Hudyma e la 2. Brigata di riserva del colonnello Malets si aggregarono poi all'UNA.

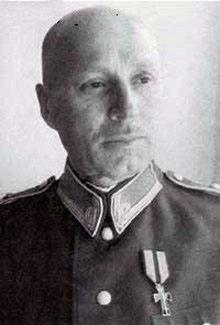
Il generale Szandruk

I piani prevedevano anche l'inclusione dell'Esercito ucraino libero (120 000 soldati), dei reparti di cosacchi del Kuban e alcune di divisioni georgiane scampate alle disfatte sul fronte orientale.
L'obiettivo primario della creazione di un esercito nazionale ucraino era quello di integrare tutte le unità ucraine in lotta contro l'Unione sovietica sotto un unico comando. La dimensione di questo esercito, che comprendeva tutte le unità ucraine subordinate all'Oberkommando des Heeres tedesco, si aggirava teoricamente intorno ai 220.000 uomini, tuttavia entro due mesi e fino alla fine della guerra Shandruk fu in grado di raccogliere solo circa 50 000 soldati.

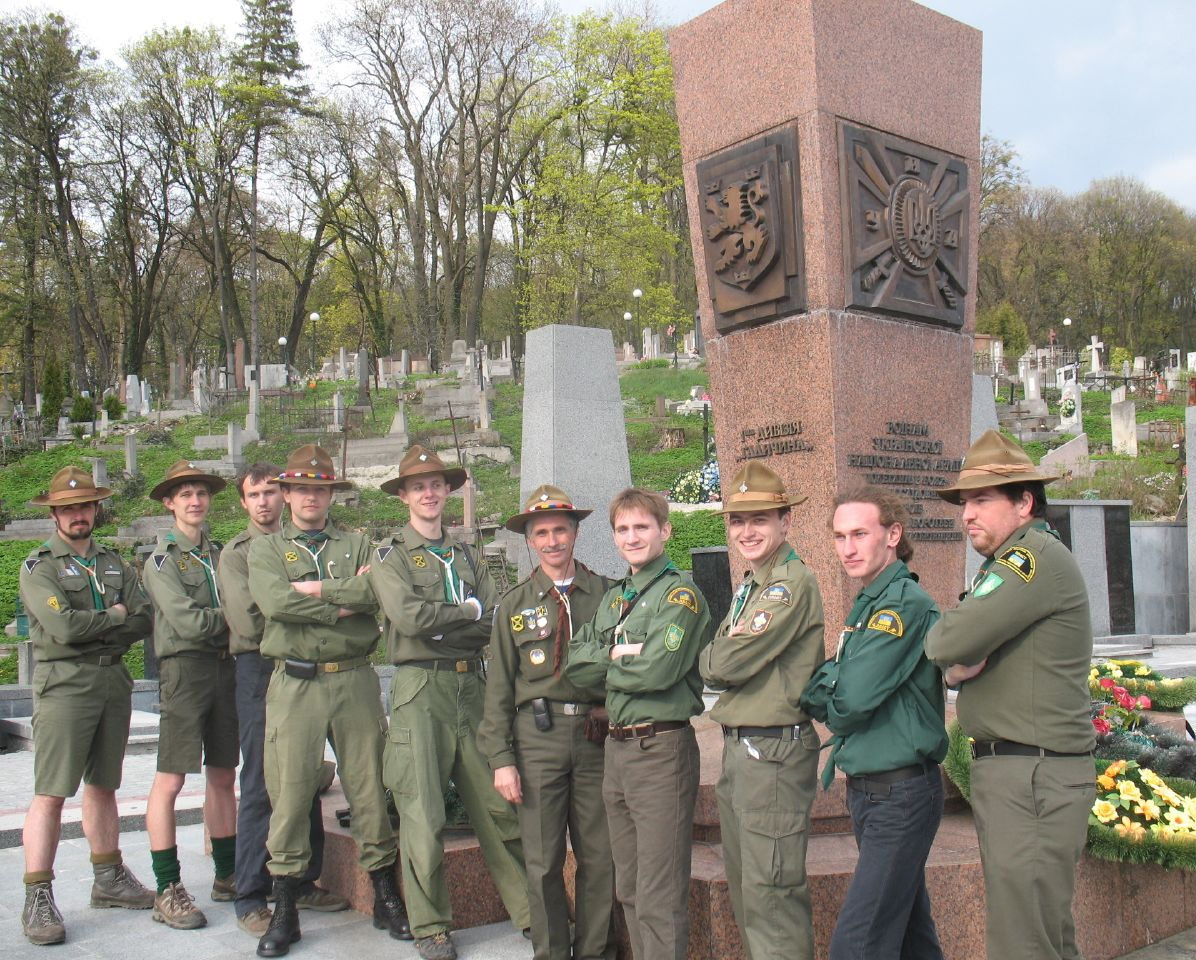
Il monumento della 1ª divisione e UNA a Leopoli (Ucraina)

In realtà, Shandruk fu in grado di comandare solo la 1. Divisione UNA e gli elementi della 2. divisione UNA. Il 7 maggio 1945, sotto la sua supervisione, la divisione passò in Austria occidentale dopo una lenta ritirata passando dalla Slovenia (febbraio 1945), incalzata dalle forze partigiane di Tito. L'esercito ucraino, ora suddiviso in diverse sacche, procedette verso la frontiera italiana e si arrese al 15º Gruppo d'armate britannico, mentre altri si spostarono verso il confine tedesco e svizzero e si arresero al 6º Gruppo d'armate dello United States Army; i soldati dell'UNA furono poi internati nel nord Italia, nella zona controllata dal II Corpo polacco. Dopo la capitolazione, Shandruk chiese un incontro con il generale polacco Władysław Anders a Londra, chiedendogli di proteggere l'esercito contro la deportazione in Unione Sovietica: nonostante la pressione sovietica, Anders riuscì a proteggere i soldati ucraini, così come gli ex cittadini della Seconda Repubblica di Polonia. Shandruk e la maggior parte delle sue forze riuscì a restare in occidente, e con molti dei suoi ex soldati UNA entrò nella Legione straniera francese.
Altri gruppi, disuniti o arresisi alle truppe sovietiche, di fronte alla prospettiva del rimpatrio, furono accolti in Svizzera.
L'UNA ebbe un cattivo rapporto con il generale Andrej Vlasov dell'Esercito russo di liberazione (KONR) e non fu mai stato subordinato ad esso.